# Hadleigh Parkes
Hadleigh William Parkes (Hunterville, 5 ottobre 1987) è un rugbista a 15 neozelandese, internazionale per il Galles, che gioca come tre quarti centro per i Panasonic Wild Knights in Top League.

## Biografia
Parkes fece il suo esordio professionistico con Manawatu, squadra nella quale giocò anche il padre. Nel 2010, alla sua prima stagione di Mitre 10 Cup, fu titolare in tutte le giornate della competizione. L'anno seguente si trasferì all'Auckland di cui diventò capitano nel 2012; nello stesso periodo raggiunse la finale del campionato neozelandese persa contro Canterbury nonostante una sua meta ad inizio partita. Quest'ultimo fu il suo miglior risultato nelle quattro annate trascorse nel club neozelandese, interrotte solamente da una breve esperienza con gli E.P. Elephants nella First Division della Currie Cup 2013. Durante la sua permanenza nell'emisfero australe, Parkes disputò anche tre stagioni di Super Rugby: nel 2012 con i Blues, nel 2013 retrocesse con i Southern Kings e nel 2014 con gli Hurricanes. Nel dicembre 2014 firmò un contratto con la franchigia gallese degli Scarlets, dove si ricongiunse con Wayne Pivac suo ex allenatore nei quattro anni trascorsi nell'Auckland. Il suo ambientamento nella nuova squadra fu molto veloce, dopo l'esordio in Pro 12 contro i Cardiff Rugby partendo dalla panchina, fu titolare in tutti gli incontri fino al termine del campionato. Già all'inizio della stagione 2015-2016 iniziò a ricoprire il ruolo di capitano quando Ken Owens era assente per impegni internazionali. Scese in campo in tutte le partite che portarono gli Scarlets a vincere il Pro12 2016-2017. Raggiunse la finale anche l'anno successivo e, nonostante la sconfitta, fu inserito nel dream team stagionale nella posizione di primo centro. Nel maggio 2020 annunciò ufficialmente il suo trasferimento alla squadra giapponese dei Panasonic Wild Knights dopo sei stagioni trascorse negli Scarlets.
A livello internazionale, Parkes fu chiamato ad allenarsi nella Nuova Zelanda a causa di un'emergenza infortuni occorsa durante la Coppa del Mondo 2015, ma non giocò nessun incontro. Nel autunno del 2017, il commissario tecnico del Galles Warren Gatland lo convocò nella squadra per disputare i test match di fine anno, facendolo debuttare nell'ultimo contro il Sudafrica proprio il giorno in cui ottenne la cittadinanza gallese dopo i tre anni di residenza nel paese. Dopo l'esordio segnato da due mete e dalla nomina di man of the match, fu schierato titolare in tutte le partite del Sei Nazioni 2018. Nello stesso anno prese parte alla tournée estiva in Argentina e alle amichevoli autunnali. Ricoprì un ruolo da protagonista nella vittoria gallese del Grande Slam al Sei Nazioni 2019, fu, infatti, titolare in quattro incontri segnando anche una meta. Successivamente partecipò alla Coppa del Mondo di rugby 2019, durante la quale scese in campo in ognuna delle partite che portarono il Galles al quarto posto finale. L'annata seguente Wayne Pivac, nuovo commissario tecnico gallese e suo allenatore nel club per nove stagioni, lo schierò in ogni sfida del Sei Nazioni 2020. La partita con l'Inghilterra, disputata subito prima dell'interruzione del torneo a causa della Pandemia di COVID-19, fu la sua ultima apparizione a livello internazionale.

## Palmarès
- Sei Nazioni: 1
Galles: 2019
- Pro12: 1
Scarlets: 2016-17
- Japan Rugby League One: 2
Saitama Wild Knights: 2021, 2022